# Singkil Utara
Singkil Utara (indonez. Kecamatan Singkil Utara) – kecamatan w kabupatenie Aceh Singkil w okręgu specjalnym Aceh w Indonezji.
Kecamatan ten znajduje się w północnej części Sumatry, obejmując także mniejsze wyspy: Pulau Birahan, Pulau Mangkirgadang i Pulau Mangkirketek. Od zachodu graniczy z kecamatanem Singkil, od północy z kecamatanami Gunung Meriah, Simpang Kanan i Danau Paris, a od wschodu z prowincją Sumatry Północnej.
W 2019 roku kecamatan ten zamieszkiwało 11 727 osób, z których wszystkie stanowiły ludność wiejską. Mężczyzn było 5721, a kobiet 6006. W 2010 roku 8444 osób wyznawało islam, a 408 chrześcijaństwo.
Znajdują się tutaj miejscowości: Gosong Telaga Barat, Gosong Telaga Selatan, Gosong Telaga Timur, Gosong Telaga Utara, Kampung Baru, Ketapang Indah, Telaga Sakti.